# Canton de Digne-les-Bains-Ouest
Le canton de Digne-les-Bains-Ouest est une ancienne division administrative française située dans le département des Alpes-de-Haute-Provence et la région Provence-Alpes-Côte d'Azur.

## Composition
Le canton de Digne-les-Bains-Ouest regroupait une fraction de la commune de Digne-les-Bains et neuf autres communes :
| Nom                         | Code Insee | Intercommunalité                | Population (dernière pop. légale) |
| --------------------------- | ---------- | ------------------------------- | --------------------------------- |
| Digne-les-Bains (chef-lieu) | 04070      | CA Provence-Alpes Agglomération | 16 304 (2014)                     |
| Aiglun                      | 04001      | CA Provence-Alpes Agglomération | 1 356 (2014)                      |
| Barras                      | 04021      | CA Provence-Alpes Agglomération | 136 (2014)                        |
| Le Castellard-Mélan         | 04040      | CA Provence-Alpes Agglomération | 65 (2013)                         |
| Le Chaffaut-Saint-Jurson    | 04046      | CA Provence-Alpes Agglomération | 707 (2014)                        |
| Champtercier                | 04047      | CA Provence-Alpes Agglomération | 766 (2014)                        |
| Hautes-Duyes                | 04177      | CA Provence-Alpes Agglomération | 42 (2014)                         |
| Mallemoisson                | 04110      | CA Provence-Alpes Agglomération | 1 029 (2014)                      |
| Mirabeau                    | 04122      | CA Provence-Alpes Agglomération | 501 (2014)                        |
| Thoard                      | 04217      | CA Provence-Alpes Agglomération | 728 (2014)                        |

## Histoire
- Canton créé en 1973.

- À la suite du décret du 24 février 2014, le canton a été supprimé, fin mars 2015, pour les élections départementales de 2015. Les communes rejoindront les nouveaux canton de Digne-les-Bains-1, le canton de Digne-les-Bains-2 ou le canton de Riez[1].

## Administration
| Période | Période          | Identité                   | Étiquette  | Qualité |
| ------- | ---------------- | -------------------------- | ---------- | --- |
| 1973    | 1976             | Julien Romieu              | MRG        | Maire de Digne |
| 1976    | 1994             | Fernand Tardy              | PS         | Ingénieur horticole Sénateur (1980-1998) Maire de Thoard (1956-1990)                                                                    |
| 1994    | 2012 (démission) | Jean-Louis Bianco          | PS et app. | Conseiller d'État Député (1997-2012) Ministre (1991-1993) Maire de Digne-les-Bains (1995-2001) Président du Conseil général (1998-2012) |
| 2012    | 2015             | Françoise Bérenguier-Boyer | PS         | Ancienne conseillère municipale de Barras                                                                                               |

## Démographie
| 1990   | 1999   | 2006   | 2011   | 2012   |
| ------ | ------ | ------ | ------ | ------ |
| 10 778 | 11 860 | 12 584 | 12 961 | 12 820 |

## Sources